# Friedrich Wilhelm von Niesewand
Friedrich (Fritz) Wilhelm Maria Josef Hubert von Niesewand (* 25. Oktober 1833 in Köln; † 2. März 1916 in Dresden) war ein preußischer Generalleutnant.

## Leben

### Herkunft
Er war Angehöriger der preußischen Adelsfamilie von Niesewand und ein Sohn des späteren preußischen Generalmajors Leopold Otto von Niesewand (1793–1884) und dessen Ehefrau Maria Theresia, geborene Freiin von Negri (1811–1877).

### Militärkarriere
Niesewand absolvierte das Königliche Gymnasium in Düsseldorf und besuchte anschließend ab Mai 1850 die Kadettenanstalt in Berlin. Am 27. April 1852 wurde er als charakterisierter Portepeefähnrich dem 8. Kürassier-Regiment der Preußischen Armee überwiesen. Dort erhielt Niesewand am 30. Dezember 1852 das Patent zu seinem Dienstgrad und wurde am 10. Dezember 1853 zum Sekondeleutnant befördert. Als solcher war er 1859 während der Mobilmachung anlässlich des Sardischen Krieges Adjutant des 8. schweren Landwehr-Reiter-Regiments. Kurzzeitig wurde Niesewand von Mitte Mai bis 30. Juni 1860 zum 1. Ulanen-Regiment kommandiert und anschließend in das 2. Pommersche Ulanen-Regiment Nr. 9 nach Demmin versetzt. Hier fungierte er als Regimentsadjutant und wurde im Mai 1861 Premierleutnant. Am 25. Juni 1864 folgte seine Versetzung nach Köln als Adjutant zur 15. Division. In dieser Stellung nahm Niesewand 1866 während des Krieges gegen Österreich an den Kämpfen bei Hühnerwasser, Münchengrätz und Königgrätz teil. Noch während des Krieges zum Rittmeister befördert, erhielt Niesewand für seine Leistungen den Roten Adlerorden IV. Klasse mit Schwertern und kehrte am 30. September 1866 kurzzeitig in das 2. Pommersche Ulanen-Regiment Nr. 9 zurück. Daran schloss sich am 30. Oktober 1866 eine Verwendung als Adjutant beim Generalkommando des III. Armee-Korps an. Unter Belassung in diesem Kommando wurde Niesewand am 22. März 1868 in das Thüringische Husaren-Regiment Nr. 12 versetzt. Am 12. April 1870 kehrte er dann als Eskadronchef im Dragoner-Regiment Nr. 5 in den Truppendienst zurück.
Bei der Mobilmachung anlässlich des Krieges gegen Frankreich kam Niesewand auf Wunsch des Prinzen Friedrich Karl von Preußen als Adjutant zum Oberkommando der II. Armee. Dort wurde er am 20. Juli 1870 zum Major befördert und nahm an den Schlachten bei Vionville, Gravelotte, Noisseville, Beaune-la-Rolande, Orléans, Beaugency und Le Mans teil. Seine Leistungen wurden durch die Verleihung des Eisernen Kreuzes II. Klasse gewürdigt. Nach Kriegsende war Niesewand noch kurzzeitig bis zum 26. Juni 1871 zur Dienstleistung beim Prinzen Friedrich Karl kommandiert, kehrte anschließend in das Dragoner-Regiment Nr. 5 zurück und wurde am 10. März 1872 als etatmäßiger Stabsoffizier in das 1. Hannoversche Dragoner-Regiment Nr. 9 nach Metz versetzt. In dieser Stellung am 3. Juli 1875 zum Oberstleutnant befördert, ernannte man ihn am 16. November 1875 zum Kommandeur des 1. Westfälischen Husaren-Regiments Nr. 8 in Paderborn. Niesewand stieg am 11. Juni 1879 zum Oberst auf und wurde am 17. Oktober 1883 unter Stellung à la suite seines Regiments zum Kommandeur der 12. Kavallerie-Brigade ernannt. Die Stadt Paderborn verlieh ihm aufgrund seiner Verdienste am 30. November 1883 die Ehrenbürgerwürde.
In seiner Garnison Neisse folgte am 16. September 1885 die Beförderung zum Generalmajor. Außerdem wurde Niesewand am 18. Januar 1888 für seine langjährigen Verdienste mit dem Roten Adlerorden II. Klasse mit Eichenlaub und Schwertern ausgezeichnet, bevor man ihn 19. September 1888 unter Verleihung des Charakters als Generalleutnant mit der gesetzlichen Pension zur Disposition stellte.
Nach seiner Verabschiedung erhielt Niesewand am 23. Dezember 1902 das päpstliche Ehrenkreuz Pro Ecclesia et Pontifice und am 13. September 1912 den Kronenorden II. Klasse mit Stern. Er war Ehrenritter des Souveränen Malteserordens sowie Herr auf Hohenrath und Pützfeld.
1879 und Februar 1888 war er stellvertretender Abgeordneter im Provinziallandtag der Rheinprovinz für den Stand der Ritterschaft der Regierungsbezirke Koblenz/Trier/Köln, nahm aber an keinem Landtag teil.

### Familie
Niesewand hatte sich am 28. Mai 1857 in Köln mit Therese Karoline Hubertine von la Valette-Saint George (1837–1913) verheiratet. Die Ehefrau war die Tochter des deutschen Rittergutsbesitzers und Abgeordneten Philipp von La Valette-St. George (1791–1851). Adolph von La Valette-St. George und Albert von La Valette-St. George waren Brüder. Aus der Ehe gingen mehrere Kinder hervor. Die Töchter Franziska eheliche mit Petrus Graf von Hoverden, Freiherr von Plencken († 1907), den letzten Vertreter seines Adelsgeschlechts, Sohn des Hermann von Hoverden. Tochter Marie lebte unvermählt in Dresden. Tochter Therese war mit dem Generalmajor Wilhelm Freiherr von Uslar-Gleichen liiert, während die jüngste Tochter Karoline nicht verheiratet war. Sohn Alfons starb 1859 kurz nach der Geburt.